# City (группа)
City — немецкая рок-группа из Восточного Берлина, основанная в 1972 году и известная благодаря песне «Am Fenster» из дебютного альбома, записанного и выпущенного в 1978 году.
Группа была создана как City Band Berlin Фритцем Пуппелем (гитара), Клаусом Зельмке (барабаны), Инго Дёрингом (бас-гитара), Клаусом Витте (клавишные), Франком Пфайффером (вокал) и Андреасом Пипером (флейта). Группа несколько раз меняла состав, но к 1976 году он стабилизировался после того, как присоединились два музыканта болгарской национальности, Георгий Гогов (бас-гитара, скрипка) и Эмил Богданов (гитара, вокал). К этому времени группа стала называться City Rock Band, а спустя некоторое время сократила свое название на City, с которым и выступает до сих пор.
City — одна из немногих групп Восточной Германии, записавших свой дебютный альбом в 1978 году в Западной Германии и прославившихся там благодаря раскрученному шлягеру «Am Fenster», песне в стиле «фолк-рок», ставшей популярной и в других странах Европы, в частности, в Греции. Всего было выпущено миллион копий данной песни.

## Дискография
- 1978 Am Fenster (At The Window; записано и выпущено в Западной Германии как City)
- 1979 Der Tätowierte (The Tattooed Man; выпущено в Западной Германии как City II)
- 1980 Dreamer (англоязычный альбом, записан в Западной Германии как Dreamland)
- 1983 Unter der Haut (Under The Skin)
- 1985 Feuer im Eis (Fire in Ice)
- 1987 Casablanca
- 1990 Keine Angst (No Fear)
- 1991 Rock aus Deutschland Ost Vol. 11 – City, die Erfolge 1977–1987 (компиляция)
- 1992 The Best of City (компиляция)
- 1997 Rauchzeichen (Smoke Signals)
- 1997 Am Fenster (Platinum Edition)
- 2002 Am Fenster 2
- 2003 Das Weihnachtsfest der Rockmusik (Записано совместно с Keimzeit) (Christmas Festival Of Rock Music)
- 2004 Silberstreif am Horizont (Silver Line On The Horizon)
- 2007 Yeah! Yeah! Yeah!
- 2007: Yeah! Yeah! Yeah! (Limited Edition, 5-Song-Live-CD)
- 2008: Das Beste (4-CD Compilation)
- 2008: Play it again! Das Beste von City (Сборник лучших песен, включающий новые песни, ремиксы и видеоклипы)
- 2012: Für immer jung (Forever Young)
- 2012: City - Die Original Alben, Hansa Amiga (Sony Music) (Сборник оригинальных альбомов City)
- 2012: 40 Jahre City (Das Konzert), (Sony Music)
- 2013: Danke Engel (CD/DVD Unplugged + 5 neue Tracks)
- 2015: Rocklegenden live, Puhdys + City + Karat
- 2017: Das Blut so laut, Rhingtön (Universal Music)